# Spaniel tibetano
El  Spaniel del Tibet  es una raza de perro asertiva, pequeña e inteligente originaria de los montes Himalaya en el Tíbet.
Comparten ancestros con el Pequinés, el Spaniel japonés, Shih Tzu, Lhasa Apso y Pug.
Esta raza no es un auténtico Spaniel, su cría difiere levemente, ya que los Spaniel son gun dogs. El calificativo Spaniel puede haberlo recibido debido a su parecido con las versiones de perro miniatura (ver Lap dog) de Spaniel de caza como el Cavalier King Charles Spaniel.